# Rhodesians Never Die
Rhodesians Never Die – rodezyjska pieśń patriotyczna napisana i po raz pierwszy nagrana przez rodezyjskiego piosenkarza Clem Tholeta w 1973 roku. Cieszyła się kultowym statusem w Rodezji podczas wojny rodezyjskiej w latach siedemdziesiątych. 